# Temelucha recta
Temelucha recta är en stekelart som först beskrevs av Léon Abel Provancher 1874.  Temelucha recta ingår i släktet Temelucha och familjen brokparasitsteklar. Inga underarter finns listade i Catalogue of Life.